# Звуковая чёрная дыра
Звуковая чёрная дыра («глухая дыра», акустическая чёрная дыра) — представляет собой явление, при котором фононы (звуковые возмущения) не могут покинуть область жидкости, которая течёт быстрее, чем локальная скорость звука. Их называют звуковыми или акустическими чёрными дырами так как захваченные фононы аналогичны свету в астрофизических (гравитационных) чёрных дырах. Они обладают многими свойствами, схожими с астрофизическими чёрными дырами и, в частности, излучают фононную версию излучения Хокинга. Это излучение Хокинга может спонтанно создаваться квантовыми флуктуациями вакуума, по аналогии с излучением Хокинга настоящей чёрной дыры. С другой стороны, излучение Хокинга можно стимулировать классическим процессом. Граница звуковой чёрной дыры, на которой скорость потока изменяется от большей скорости звука до меньшей скорости звука, называется акустическим горизонтом событий.
Вращающаяся звуковая чёрная дыра была использована в 2010 году для проведения первых лабораторных испытаний сверхизлучения — процесса, при котором энергию можно извлекать из чёрной дыры.
Звуковые чёрные дыры возможны, потому что фононы в идеальных жидкостях проявляют те же свойства движения, что и поля, такие как гравитация, в пространстве-времени. По этой причине систему, в которой может быть создана звуковая чёрная дыра, называют гравитационным аналогом. Почти любую жидкость можно использовать для создания акустического горизонта событий, но вязкость большинства жидкостей создаёт хаотическое движение, что делает практически невозможным обнаружение таких явлений, как излучение Хокинга. Сложность такой системы очень затруднит получение каких-либо знаний о таких функциях, даже если бы их можно было обнаружить. Для создания звуковых чёрных дыр было предложено использовать множество почти идеальных жидкостей, таких как сверхтекучий гелий, одномерные вырожденные ферми-газы и конденсат Бозе — Эйнштейна. Аналоги гравитации, отличные от фононов в жидкости, такие как медленный свет и система ионов, также были предложены для изучения свойств аналогов чёрной дыры. Тот факт, что так много систем имитируют гравитацию, иногда используется в качестве доказательства теории индуцированной гравитации, которая могла бы помочь примирить теорию относительности и квантовую механику.
Впервые о полезности акустических чёрных дыр высказал У. Унру в 1981 году. Однако первый аналог чёрной дыры был создан в лаборатории только в 2009 году в рубидиевом конденсате Бозе — Эйнштейна с использованием метода, называемого инверсией плотности. Этот метод создаёт поток за счёт отталкивания конденсата с минимальным потенциалом. Поверхностная гравитация и температура звуковой чёрной дыры были измерены, но попыток обнаружить излучение Хокинга предпринято не было. Однако создавшие его учёные предсказали, что эксперимент пригоден для обнаружения, и предложили метод, с помощью которого его можно было бы осуществить путём генерации фононов. В 2014 году те же исследователи сообщили о стимулированном излучении Хокинга в лазере на аналоге чёрной дыре. Квантовое спонтанное излучение Хокинга наблюдалось позже.